# Brittiska F3-mästerskapet 1993
Brittiska F3-mästerskapet 1993 var ett race som vanns av Kelvin Burt.

## Slutställning
| Plats | Förare           | Poäng |
| ----- | ---------------- | ----- |
| 1     | Kelvin Burt      | 102   |
| 2     | Oliver Gavin     | 77    |
| 3     | Marc Goossens    | 51    |
| 4     | Warren Hughes    | 35    |
| 5     | André Ribeiro    | 19    |
| 6     | Pedro de la Rosa | 18    |